# Kanton Berg-Helvie
Der Kanton Berg-Helvie ist ein französischer Wahlkreis im Département Ardèche in der Region Auvergne-Rhône-Alpes. Er umfasst 19 Gemeinden aus den Arrondissements Largentière und Privas. Durch die landesweite Neuordnung der französischen Kantone wurde er 2015 neu geschaffen. 2016 wurde der Kantonsname von Le Teil auf Berg-Helvie geändert.

## Gemeinden
Der Kanton besteht aus 19 Gemeinden mit insgesamt 21.969 Einwohnern (Stand: 1. Januar 2022) auf einer Gesamtfläche von 355,84 km²:
| Gemeinde                  | Einwohner 1. Januar 2022 | Fläche km² | Dichte Einw./km² | Code INSEE | Postleitzahl | Arrondissement |
| ------------------------- | ------------------------ | ---------- | ---------------- | ---------- | ------------ | -------------- |
| Alba-la-Romaine           | 1.538                    | 30,46      | 50               | 07005      | 07400        | Privas         |
| Aubignas                  | 477                      | 15,42      | 31               | 07020      | 07400        | Privas         |
| Berzème                   | 159                      | 18,36      | 9                | 07032      | 07580        | Largentière    |
| Darbres                   | 269                      | 16,52      | 16               | 07077      | 07170        | Largentière    |
| Lavilledieu               | 2.248                    | 14,65      | 153              | 07138      | 07170        | Largentière    |
| Le Teil                   | 8.812                    | 26,59      | 331              | 07319      | 07400        | Privas         |
| Lussas                    | 1.142                    | 16,45      | 69               | 07145      | 07170        | Largentière    |
| Mirabel                   | 777                      | 19,90      | 39               | 07159      | 07170        | Largentière    |
| Saint-Andéol-de-Berg      | 130                      | 15,57      | 8                | 07208      | 07170        | Largentière    |
| Saint-Germain             | 704                      | 9,50       | 74               | 07241      | 07170        | Largentière    |
| Saint-Gineys-en-Coiron    | 119                      | 13,20      | 9                | 07242      | 07580        | Largentière    |
| Saint-Jean-le-Centenier   | 868                      | 15,16      | 57               | 07247      | 07580        | Largentière    |
| Saint-Laurent-sous-Coiron | 120                      | 15,58      | 8                | 07263      | 07170        | Largentière    |
| Saint-Maurice-d’Ibie      | 213                      | 23,30      | 9                | 07273      | 07170        | Largentière    |
| Saint-Pons                | 302                      | 16,50      | 18               | 07287      | 07580        | Largentière    |
| Saint-Thomé               | 475                      | 19,65      | 24               | 07300      | 07220        | Privas         |
| Sceautres                 | 147                      | 14,64      | 10               | 07311      | 07400        | Largentière    |
| Valvignères               | 438                      | 29,78      | 15               | 07332      | 07400        | Privas         |
| Villeneuve-de-Berg        | 3.031                    | 24,61      | 123              | 07341      | 07170        | Largentière    |
| Kanton Berg-Helvie        | 21.969                   | 355,84     | 62               | 0712       | –            | –              |

## Politik
| Vertreter im Departementrat | Vertreter im Departementrat     | Vertreter im Departementrat |
| Amtszeit                    | Namen                           | Partei                      |
| --------------------------- | ------------------------------- | --------------------------- |
| 2015–                       | Sylvie Dubois Olivier Peverelli | UG                          |